# Brandie Wilkerson
Brandie Wilkerson (* 1. Juli 1992 in Morges, Schweiz) ist eine kanadische Beachvolleyballspielerin.

## Karriere
Wilkerson spielte 2013 und 2014 mit Claudia Séguin und war dabei hauptsächlich auf der kontinentalen Tour aktiv, bei der sie einige Top-Ten-Ergebnisse erreichte. Ihr erstes Turnier auf der FIVB World Tour spielten Wilkerson/Séguin 2013 in Puerto Vallarta, wo sie den 25. Platz belegten. Ende 2014 nahmen sie noch an den Paraná Open teil (17. Platz). 2015 trat Wilkerson erstmals mit Julie Gordon an und erreichte mit ihr das Finale des NORCECA-Turniers auf den Cayman Islands. Wilkerson/Gordon hatten ihren ersten gemeinsamen Auftritt auf der World Tour bei den Luzern Open. Sie kamen 2015 jedoch nicht über hintere Plätze hinaus. Das beste Ergebnis war ein 17. Rang bei den Xiamen Open. 2016 erreichten sie in der NORCECA-Serie die Endspiele in Guatemala-Stadt und Guaymas, bevor sie das Finale in La Paz für sich entscheiden konnten. Auf der World Tour 2016 belegten sie den 17. Platz der Cincinnati Open und den 25. Rang beim Major-Turnier in Gstaad. Ihr einziges gemeinsames Top-Ten-Ergebnis bei einem FIVB-Turnier erreichten sie schließlich als Neunte des Grand Slams in Long Beach.
Beim World Tour Final 2016 in Toronto trat Wilkerson erstmals mit ihrer neuen Partnerin Heather Bansley an. Mit der Olympiateilnehmerin wurde sie dort Neunte. In Trinidad und Tobago spielte sie noch ein Turnier mit Gordon und belegte den fünften Platz. Bansley/Wilkerson kamen auf der World Tour 2017 bei den Turnieren in Fort Lauderdale (fünf Sterne) und Rio de Janeiro jeweils auf den neunten Rang. Nach einem fünften Platz beim Drei-Sterne-Turnier in Den Haag wurden sie bei den höherwertigen Turnieren in Poreč und Gstaad wieder Neunte.
2021 erreichten Bansley/Wilkerson beim olympischen Beachvolleyballturnier in Tokio als Dritte ihrer Vorrundengruppe das Achtelfinale, in dem sie gegen die US-Amerikanerinnen Claes/Sponcil gewannen. Im Viertelfinale schieden sie gegen die Lettinnen Graudiņa/Kravčenoka aus.
2022 war Sophie Bukovec Wilkersons Partnerin. Im Juni wurden Bukovec/Wilkerson in Rom Vizeweltmeisterinnen. Bei den folgenden Elite16-Turnieren erreichten die Kanadierinnen die Plätze fünf, fünf und neun.
Seit 2023 spielt Brandie Wilkerson zusammen mit Melissa Humana-Paredes. Auf der World Beach Pro Tour hatten die beiden Kanadierinnen ausschließlich Top-Five-Platzierungen. Dabei belegten sie den dritten Rang beim Elite16-Turnier in Ostrava und gewannen anschließend das Challenge-Turnier in Jūrmala. Im Juli gewannen sie das heimische Elite16-Turnier in Montréal. Im Oktober erreichten Humana-Paredes/Wilkerson bei der Weltmeisterschaft in Tlaxcala Platz fünf und gewannen anschließend bei den Panamerikanischen Spielen in Santiago de Chile die Silbermedaille. Beim World Pro Tour Finale 2023 in Doha belegten sie den fünften Platz. Im März 2024 wurden Humana-Paredes/Wilkerson beim Elite16-Turnier in Doha Zweite. Drei Monate später belegten sie beim gleichwertigen Event in Ostrava den gleichen Rang. Bei den Olympischen Spielen wurden sie nur Dritte im Pool D. Anschließend steigerten sie sich jedoch und belohnten sich nach Siegen über Nuss / Kloth, Álvarez / Moreno und Hüberli / Brunner mit der Silbermedaille. 2025 standen Melissa und Brandie zwei Jahre nach ihrem Triumph im heimischen Montreal bei einem Elite16 zum zweiten Mal gemeinsam ganz oben auf dem Podest. Am selben Ort ihres ersten Erfolges bezwangen sie in der Vorschlussrunde die amtierenden Olympiasiegerinnen Ana Patrícia und Duda sowie im Endspiel das deutsche Duo Svenja Müller und Cinja Tillmann.